# Palaestina eremica
Palaestina eremica là một loài nhện trong họ Zodariidae.
Loài này thuộc chi Palaestina. Palaestina eremica được Gershom Levy miêu tả năm 1992.